# Davao Oriental
Davao Oriental is een provincie van de Filipijnen in het zuidoosten van het eiland Mindanao. De provincie maakt deel uit van regio XI (Davao Region). De hoofdstad van de provincie is de stad Mati. Bij de census van 2015 telde de provincie bijna 559 duizend inwoners.

## Geografie

### Bestuurlijke indeling
Davao Oriental bestaat uit 1 stad en 10 gemeenten.

#### Stad
- Mati City

#### Gemeenten
| - Baganga - Banaybanay - Boston - Caraga - Cateel | - Governor Generoso - Lupon - Manay - San Isidro - Tarragona |

Deze stad en gemeenten zijn weer verder onderverdeeld in 183 barangays.

## Demografie
Davao Oriental had bij de census van 2015 een inwoneraantal van 558.958 mensen. Dit waren 41.340 mensen (8,0%) meer dan bij de vorige census van 2010. Ten opzichte van de census van 2000 was het aantal inwoners gegroeid met 112.767 mensen (25,3%). De gemiddelde jaarlijkse groei in die periode kwam daarmee uit op 1,47%, hetgeen lager was dan het landelijk jaarlijks gemiddelde over deze periode (1,72%).

De bevolkingsdichtheid van Davao Oriental was ten tijde van de laatste census, met 558.958 inwoners op 5679,64 km², 98,4 mensen per km².

## Economie
Davao Oriental is een relatief arme provincie. Uit cijfers van het National Statistical Coordination Board (NSCB) uit het jaar 2003 blijkt dat 47,9% (10.580 mensen) onder de armoedegrens leefde. In het jaar 2000 was dit nog 40,8%. Daarmee staat Davao Oriental 22e op de lijst van provincies met de meeste mensen onder de armoedegrens. Van alle 79 provincies staat Davao Oriental 27e op de lijst van provincies met de ergste armoede.